# Jejewoodia crockerensis
Jejewoodia crockerensis är en orkidéart som beskrevs av Jeffrey James Wood och Anthony L. Lamb. Jejewoodia crockerensis ingår i släktet Jejewoodia och familjen orkidéer. Inga underarter finns listade i Catalogue of Life.